# Кошта, Габриэл
Габриэл Арсанжу Феррейра да Кошта (порт. Gabriel Arcanjo Ferreira da Costa) (род. 1954) — политический и государственный деятель Сан-Томе и Принсипи. В 2002 году непродолжительное время исполнял обязанности премьер-министра страны. В декабре 2012 года президент страны Мануэл Пинту да Кошта вновь назначил Габриэла Кошту премьер-министром страны. Он сменил Патриса Тровоаду, правительству которого парламент вынес вотум недоверия.